# 道の駅よつくら港

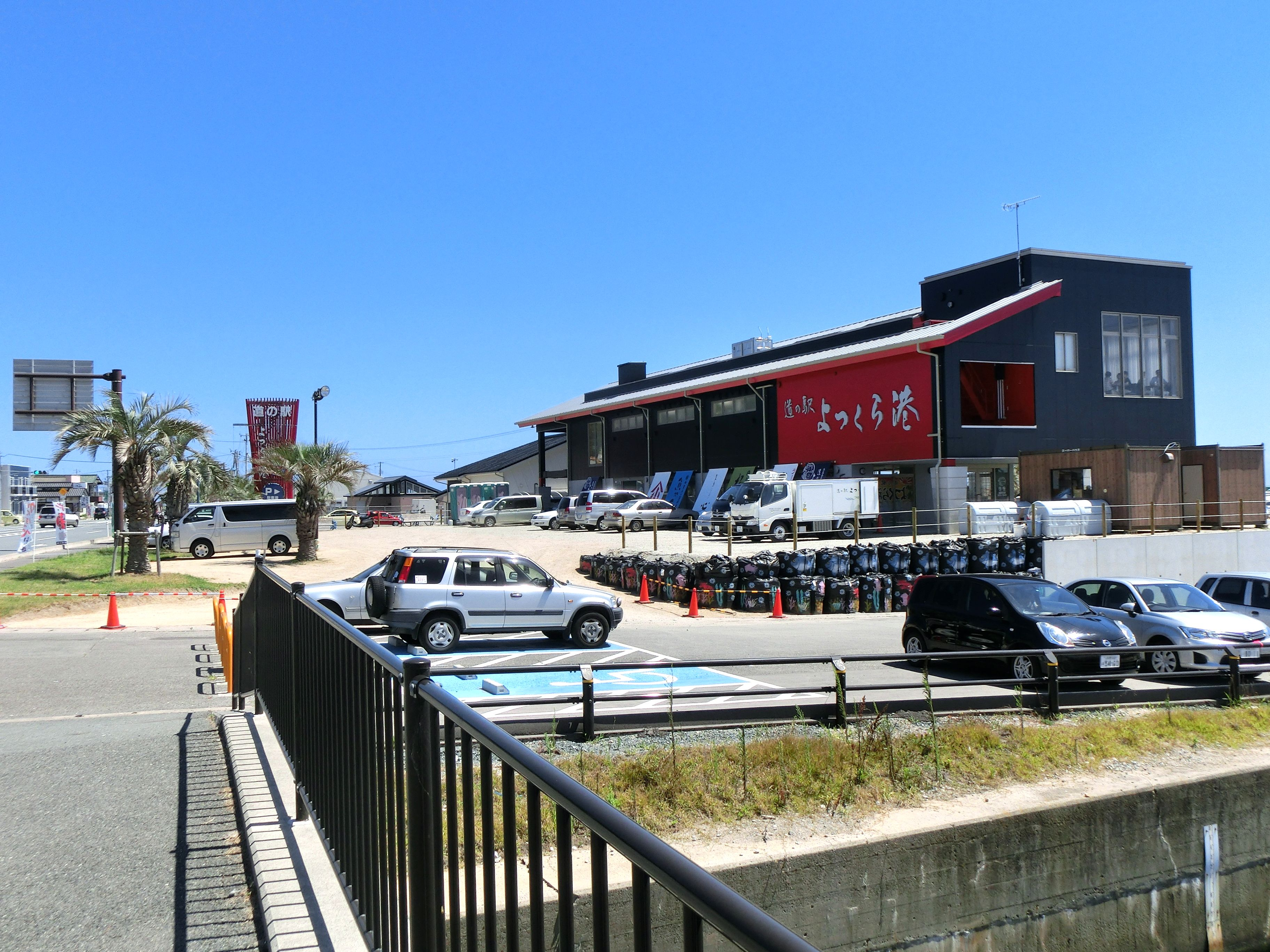
国道6号側からの外観

道の駅よつくら港（みちのえき よつくらこう）は福島県いわき市にある国道6号の道の駅である。愛称は浜風香るシーサイド夢長屋。特定非営利活動法人よつくらぶが運営している。

## 概要
2009年（平成21年）7月31日に県内では19番目に道の駅に登録され、12月26日に一次オープンとして県内で20番目に開駅（20番目に登録された道の駅ばんだいが先にオープンした）。一次オープンではトイレなどの休憩施設や交流館がオープンした。2010年7月14日に情報館が完成しグランドオープンとなった。
2011年（平成23年）3月11日に発生した東北地方太平洋沖地震（東日本大震災）により被災し、営業を一時休止する。しかし、被災した建物の一部を利用して4月16日より直売所のみではあるが土・日曜日に限り再開した。2012年（平成24年）8月11日に建物を一新した交流館がリニューアルオープンした。
リニューアル後は2階建てとなり1階に物販コーナー、2階にはフードコートとカフェが入居している。

2014年（平成26年）4月26日、隣接地にチャイルドハウス「ふくまる」が新しく建設され、キャロライン・ケネディも訪れた。

## 主な施設
- 駐車場 - もともとは漁港施設だった。
  - 普通車：62台
  - 大型車：15台
  - 身障者用：2台
- トイレ （いずれも24時間利用可能）
  - 男：9器
  - 女：9器
  - 身障者用：3器
- 公衆電話：1台
- ふれあい広場
- 無料休憩所
  - ベビールームが併設されている。
- 交流館（9:00 - 21:00） - （前述の通り以前は物産館だった。その物産館は四倉漁港の漁具倉庫を改装したものだった。）
  - フードコート（10:00 - 18:00） - テナントにより営業時間は異なる
  - 海カフェ（10:00 - 21:00）
  - 農水産物直売所・土産物販売店舗（9:00 - 18:00）
  - 体験交流施設 - 干物作りやドライフルーツ作りなど
- 情報館
  - 公衆無線LANの利用環境が整えられている。

## 休館日
- 年始予定

## アクセス
- 国道6号 - 登録路線
  - 福島県道41号小野四倉線

## リニューアル前の施設画像

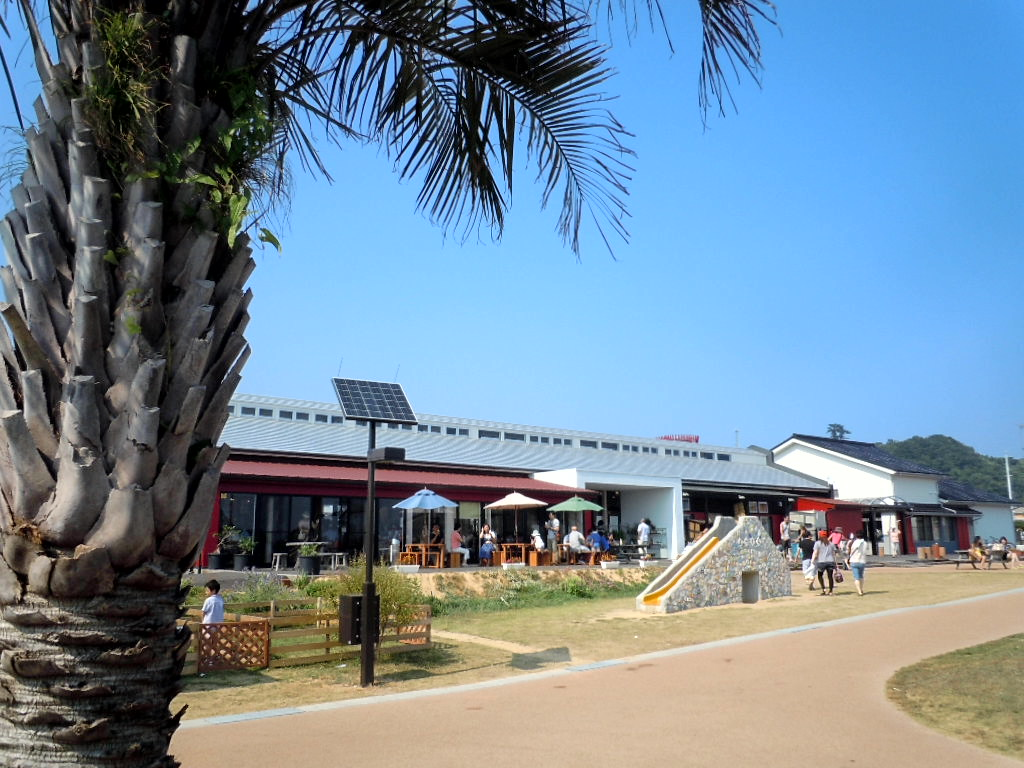
施設正面からの外観（2010年）
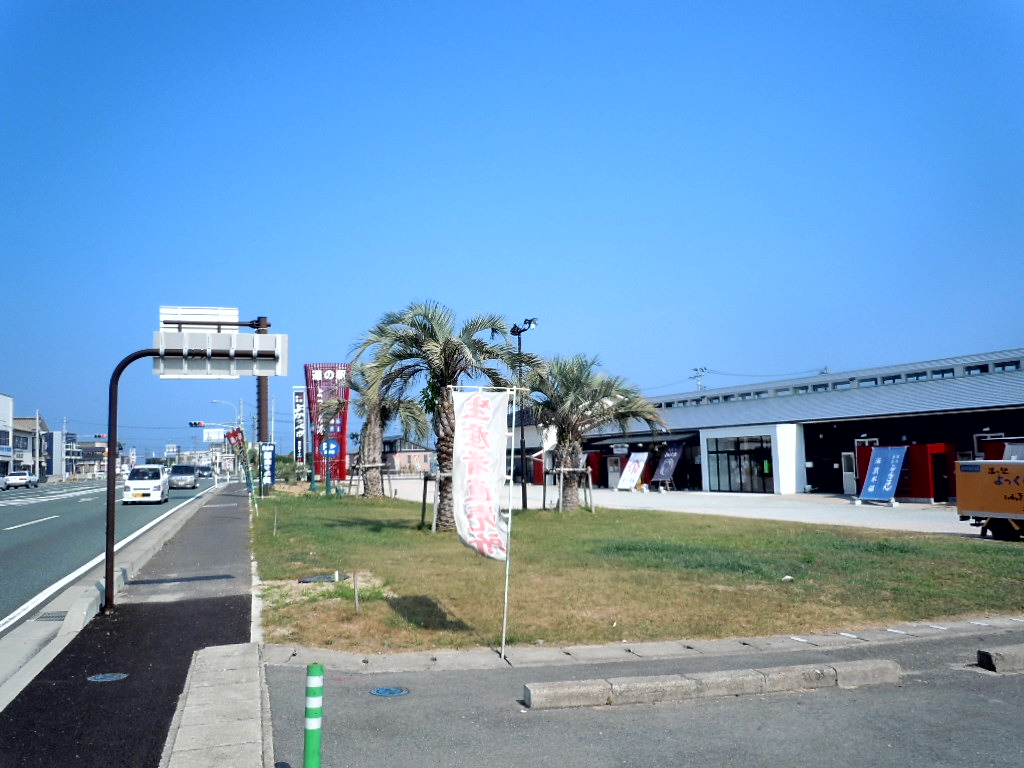
国道6号側からの外観（2010年）
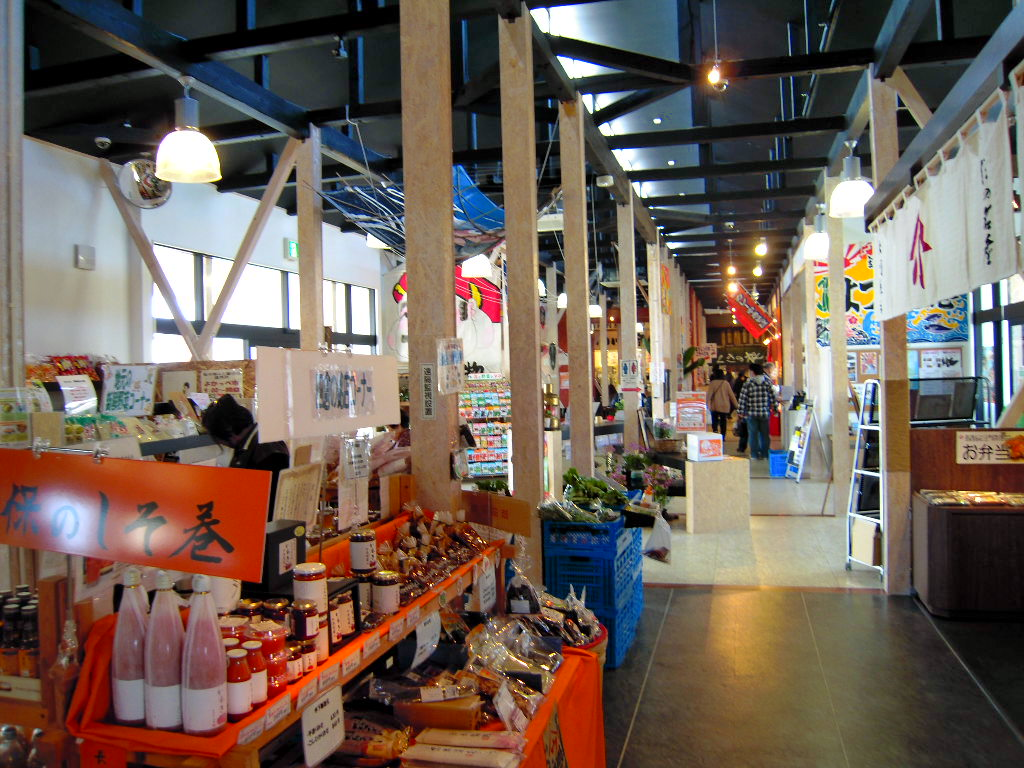
交流館内の様子（2010年）
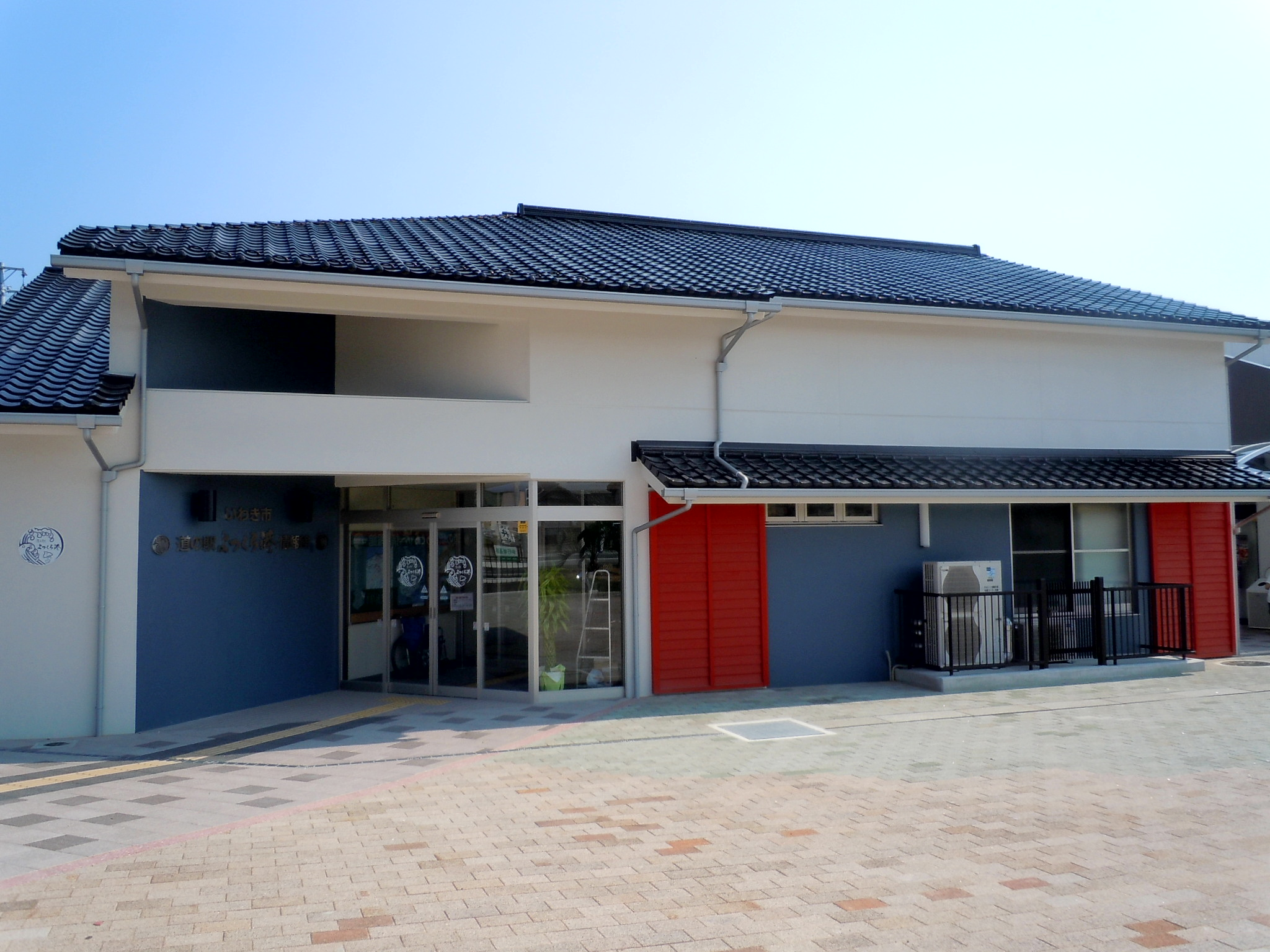
情報館（2010年）

## 周辺

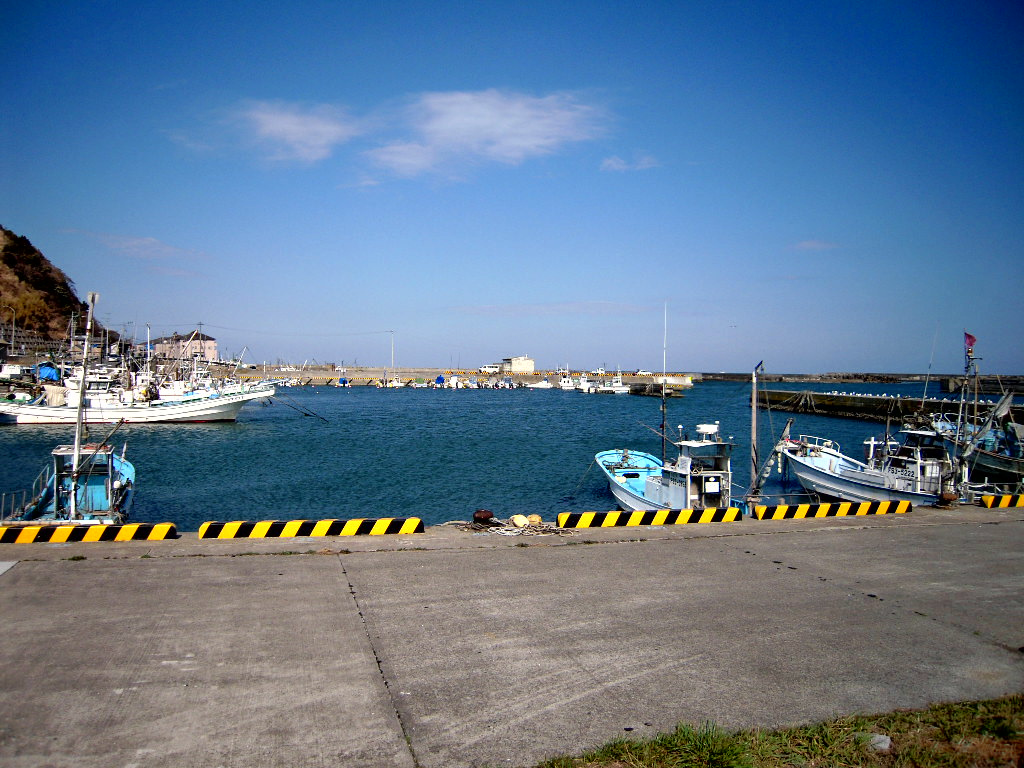
周辺にある四倉港

- 四倉港
- 四倉漁港
- 四倉海水浴場
- 波立海水浴場
- 波立薬師
- 太平洋健康センターいわき蟹洗温泉
- JR東日本 常磐線 四ツ倉駅
- いわき四倉IC
- 久之浜バイパス
- 福島県立四倉高等学校
- いわき市立四倉小学校
- いわき市立四倉中学校
- いわき市役所四倉支所
- 四倉新町郵便局